# Lycocerus alpicolus
Lycocerus alpicolus là một loài bọ cánh cứng trong họ Cantharidae. Loài này được Nakane miêu tả khoa học năm 1992.